# Shohei Takeda
Shohei Takeda (武田 将平 Takeda Shohei?, nacido el 4 de abril de 1994 en Kanagawa) es un futbolista japonés que se desempeña como centrocampista en el Kyoto Sanga FC de la J1 League.

## Trayectoria

### Clubes
| Club            | País  | Año         |
| --------------- | ----- | ----------- |
| Fagiano Okayama | Japón | 2017 - 2020 |

## Estadística de carrera

### J. League
| Club            | Año   | J. League | J. League | Copa J. League | Copa J. League | Total | Total |
| Club            | Año   | Part.     | Goles     | Part.          | Goles          | Part. | Goles |
| --------------- | ----- | --------- | --------- | -------------- | -------------- | ----- | ----- |
| Fagiano Okayama | 2017  | 1         | 1         | -              | -              | 1     | 1     |
| Total           | Total | 1         | 1         | 0              | 0              | 1     | 1     |